# Ligne de tramway KM
Ne doit pas être confondu avec Ligne de tramway KMx.
La ligne KM d'après son numéro de tableau horaire est une ancienne ligne de tramway du Groupe de Courtrai de la Société nationale des chemins de fer vicinaux (SNCV) qui a fonctionné entre le 16 avril 1933 et le 14 novembre 1955.

## Histoire
La SNCV met en service le 1er juillet 1929 une ligne d'autobus (tableau 594/5) entre Courtrai et Menin.
Le 16 avril 1933, l'electrification des voies de la ligne 366 entre Courtrai et la place de Bissegem et la construction d'une nouvelle section entre ce point et la Grand'Place de Menin (capital 41) permet de mettre en service une nouvelle ligne électrique sous l'indice KM[réf. nécessaire], en remplacement du service d'autobus. Sa mise en service coincide avec la mise en place d'un nouveau sens de circulation dans Courtrai (voir SNCV Groupe de Courtrai section Les voies sur Courtrai).
La ligne est supprimée le 14 novembre 1955 et ses voies sont fermées à tout-trafic, elle est remplacée par une ligne d'autobus (tableau 724),. Celle-ci portera au début des années 1960 le n°4.

## Exploitation

### Horaires
Tableaux :
- 594 (bus) en 1931, numéro partagé par les lignes d'autobus 594/1 Courtrai Station-État - Moorsele Maison communale (nl), 594/2 Courtrai Station-État - Kuurne 't Kruiske (nl) ; 594/3 Courtrai Station-État - Menin Grand'Place ; 594/4 Courtrai Station-État - Wevelgem Place ; 594/5 Mouscron Station-État - Mouscron (Mont-à-Leux) Frontière ; 594/6 Mouscron Station-État - Herseaux Petit Audenarde ; 594/7 Mouscron Station-État - Mouscron La Planche[6] ;
- 355 en 1934, numéro partagé avec la ligne MM[2] ;
- 547 en 1950[7] ;
- 724 (bus) en 1958[4].